# Brad Richards
Pour les articles homonymes, voir Richards.
Bradley Glen Richards, dit Brad Richards, (né le 2 mai 1980 à Murray Harbour dans la province d'Île-du-Prince-Édouard au Canada) est un joueur professionnel canadien de hockey sur glace de la Ligue nationale de hockey.

## Carrière

### En club
Il a été repêché par le Lightning lors du repêchage d'entrée dans la LNH 1998, à la 64e position. Ce joueur de centre avait auparavant joué avec l'Océanic de Rimouski dans la Ligue de hockey junior majeur du Québec, où il s'était grandement illustré au cours de la saison 1999-2000 avec une impressionnante récolte de 186 points.
Le 26 février 2008, le Lightning l'envoie aux Stars de Dallas. Malgré quatre bonnes saisons dans l'uniforme des Stars, l'équipe qui connaît des difficultés financières et ne peut renouveler son contrat. Alors le 1er juillet 2011, il signe un contrat de neuf ans pour 60 millions de dollars avec les Rangers de New York. Richards ne connaissant pas le même succès qu'il a eu à Dallas, les Rangers décident de racheter son contrat. Le 1er juillet 2014, devenu agent libre à la suite de ce rachat de contrat, il signe un contrat d'un an pour deux millions de dollars avec les Blackhawks de Chicago.
Le 15 juin 2015, il remporte sa deuxième coupe Stanley avec Chicago contre son ancienne équipe le Lightning de Tampa Bay. Le 1er juillet 2015, il signe un contrat d'un an en tant qu'agent libre avec les Red Wings de Détroit pour un montant de trois millions de dollars.
Le 20 juillet 2016, il annonce officiellement sa retraite du hockey.

### En équipe nationale
En 2000, Richards fait partie de l'équipe junior du Canada et remporte la médaille de bronze du championnat du monde junior de hockey sur glace.
Richards a fait partie de l'équipe du Canada pour la Coupe du monde de hockey 2004 (médaille d'or) ainsi qu'aux Jeux olympiques de 2006 à Turin.

## Statistiques

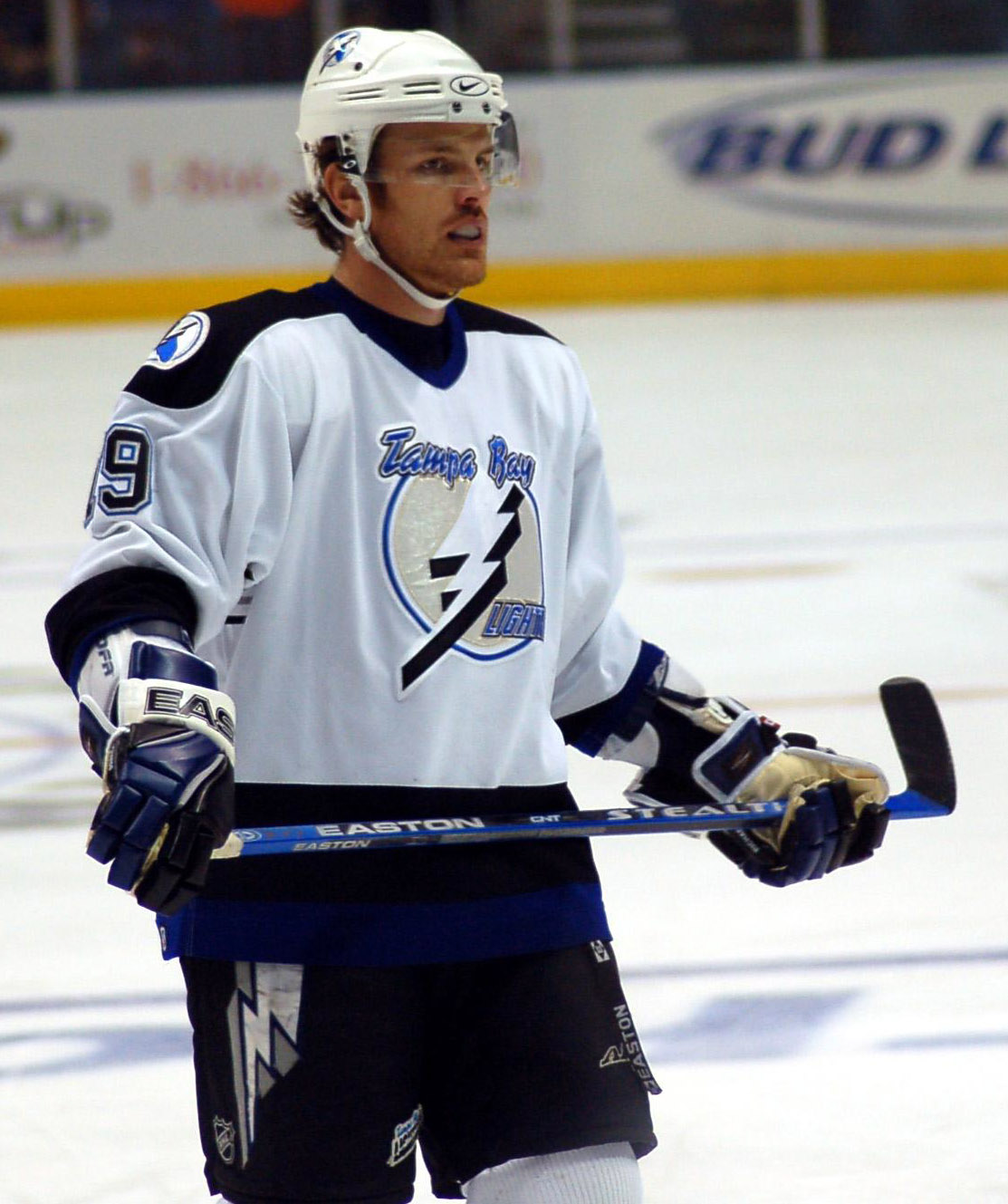
Richards avec le Lightning en 2007.

### En club
| Saison     | Équipe                 | Ligue      |       | Saison régulière | Saison régulière | Saison régulière | Saison régulière | Saison régulière |    | Séries éliminatoires | Séries éliminatoires | Séries éliminatoires | Séries éliminatoires | Séries éliminatoires |
| Saison     | Équipe                 | Ligue      | PJ    | B                | A                | Pts              | Pun              | PJ               | B  | A                    | Pts                  | Pun                  |                      |                      |
| 1997-1998  | Océanic de Rimouski    | LHJMQ      | 68    | 33               | 82               | 115              | 44               | 19               | 8  | 24                   | 32                   | 2                    |                      |                      |
| 1998-1999  | Océanic de Rimouski    | LHJMQ      | 59    | 39               | 92               | 131              | 55               | 11               | 9  | 12                   | 21                   | 6                    |                      |                      |
| 1999-2000  | Océanic de Rimouski    | LHJMQ      | 63    | 71               | 115              | 186              | 69               | 12               | 13 | 24                   | 37                   | 16                   |                      |                      |
| 2000-2001  | Lightning de Tampa Bay | LNH        | 82    | 21               | 41               | 62               | 14               | -                | -  | -                    | -                    | -                    |                      |                      |
| 2001-2002  | Lightning de Tampa Bay | LNH        | 82    | 20               | 42               | 62               | 13               | -                | -  | -                    | -                    | -                    |                      |                      |
| 2002-2003  | Lightning de Tampa Bay | LNH        | 80    | 17               | 57               | 74               | 24               | 11               | 0  | 5                    | 5                    | 12                   |                      |                      |
| 2003-2004  | Lightning de Tampa Bay | LNH        | 82    | 26               | 53               | 79               | 12               | 23               | 12 | 14                   | 26                   | 4                    |                      |                      |
| 2004-2005  | Ak Bars Kazan          | Superliga  | 7     | 2                | 5                | 7                | 16               | -                | -  | -                    | -                    | -                    |                      |                      |
| 2005-2006  | Lightning de Tampa Bay | LNH        | 82    | 23               | 68               | 91               | 32               | 5                | 3  | 5                    | 8                    | 6                    |                      |                      |
| 2006-2007  | Lightning de Tampa Bay | LNH        | 82    | 25               | 45               | 70               | 23               | 6                | 3  | 5                    | 8                    | 6                    |                      |                      |
| 2007-2008  | Lightning de Tampa Bay | LNH        | 62    | 18               | 33               | 51               | 15               | -                | -  | -                    | -                    | -                    |                      |                      |
| 2007-2008  | Stars de Dallas        | LNH        | 12    | 2                | 9                | 11               | 0                | 18               | 3  | 12                   | 15                   | 8                    |                      |                      |
| 2008-2009  | Stars de Dallas        | LNH        | 56    | 16               | 32               | 48               | 6                | -                | -  | -                    | -                    | -                    |                      |                      |
| 2009-2010  | Stars de Dallas        | LNH        | 80    | 24               | 67               | 91               | 14               | -                | -  | -                    | -                    | -                    |                      |                      |
| 2010-2011  | Stars de Dallas        | LNH        | 72    | 28               | 49               | 77               | 24               | -                | -  | -                    | -                    | -                    |                      |                      |
| 2011-2012  | Rangers de New York    | LNH        | 82    | 25               | 41               | 66               | 22               | 20               | 6  | 9                    | 15                   | 8                    |                      |                      |
| 2012-2013  | Rangers de New York    | LNH        | 46    | 11               | 23               | 34               | 14               | 10               | 1  | 0                    | 1                    | 2                    |                      |                      |
| 2013-2014  | Rangers de New York    | LNH        | 82    | 20               | 31               | 51               | 18               | 25               | 5  | 7                    | 12                   | 4                    |                      |                      |
| 2014-2015  | Blackhawks de Chicago  | LNH        | 76    | 12               | 25               | 37               | 12               | 23               | 3  | 11                   | 14                   | 8                    |                      |                      |
| 2015-2016  | Red Wings de Détroit   | LNH        | 68    | 10               | 18               | 28               | 8                | 5                | 1  | 0                    | 1                    | 7                    |                      |                      |
| Totaux LNH | Totaux LNH             | Totaux LNH | 1 126 | 298              | 634              | 932              | 251              | 146              | 37 | 68                   | 105                  | 65                   |                      |                      |

### En équipe nationale
| Année | Compétition                 |   | PJ | B | A | Pts | Pun                |  | Résultat |
| 2000  | Championnat du monde junior | 7 | 1  | 1 | 2 | 0   | Médaille de bronze |  |          |
| 2001  | Championnat du monde        | 7 | 3  | 3 | 6 | 0   | 5e place           |  |          |
| 2004  | Coupe du monde              | 6 | 1  | 3 | 4 | 0   | Vainqueur          |  |          |
| 2006  | Jeux olympiques             | 6 | 2  | 2 | 4 | 6   | 7e place           |  |          |

## Trophées et honneurs personnels
- Ligue de hockey junior majeur du Québec
  - 2000 : vainqueur de la Coupe du président de champion
  - 2000 : vainqueur du trophée Jean-Béliveau
  - 2000 : vainqueur du trophée Guy-Lafleur
  - 2000 : vainqueur du trophée Paul-Dumont
  - 2000 : vainqueur de la plaque AutoPro
  - 2000 : vainqueur de la coupe Telus
  - 2000 : vainqueur du trophée Michel-Brière
  - 2000 : sélectionné dans la 1re équipe d'étoiles
- Coupe Memorial
  - 2000 : vainqueur du trophée Stafford-Smythe
  - 2000 : vainqueur de la coupe Memorial
- Ligue nationale de hockey
  - 2004 : vainqueur de la coupe Stanley
  - 2004 : vainqueur du trophée Lady Byng
  - 2004 : vainqueur du trophée Conn-Smythe
  - 2015 : vainqueur de la coupe Stanley